# Klapagading Kulon
Klapagading Kulon is een bestuurslaag in het regentschap Banyumas van de provincie Midden-Java, Indonesië. Klapagading Kulon telt 10.930 inwoners (volkstelling 2010).